# IC 1392
IC 1392 је елиптична галаксија у сазвјежђу Лабуд која се налази на листи објеката дубоког неба у Индекс каталогу.
Деклинација објекта је + 35° 23' 55" а ректасцензија 21h 35m 32,6s. Привидна величина (магнитуда) објекта IC 1392 износи 12,0 а фотографска магнитуда 13,0. IC 1392 је још познат и под ознакама UGC 11772, MCG 6-47-3, CGCG 512-6, PGC 67017.